# Aubinges
Aubinges település Franciaországban, Cher megyében. Lakosainak száma 402 fő (2022. január 1.). Aubinges Les Aix-d’Angillon, Morogues, Parassy, Rians és Saint-Céols községekkel határos.

## Népesség
A település népessége az elmúlt években az alábbi módon változott:
| Lakosok száma | 281  | 226  | 279  | 365  | 334  | 356  | 394  | 400  | 405  | 402  |
|               | 1968 | 1982 | 1990 | 2006 | 2013 | 2015 | 2017 | 2019 | 2020 | 2022 |